# 이종석 (기업인)
이종석(1960년 5월 ~ )은 대한민국의 기업인이며, 현재 걸그룹 걸스데이의 연예 기획사인 드림티 엔터테인먼트 대표이사 사장이다.

## 특이사항
- 원래 이종석 드림티 엔터테인먼트 대표이사 사장은, 음악 및 기타 연예계와는 아무런 관련이 없던 컨설턴트 출신의 사람이었다.[1]

## 같이 보기
- 걸스데이
- 웰메이드예당
- 드림티 엔터테인먼트